# Stanisław Baczyński (oficer)
Stanisław Tadeusz Baczyński (ur. 18 września 1895 we Lwowie, zm. ?) – major piechoty Wojska Polskiego.

## Życiorys
Syn Karola i Bronisławy z Chmielewskich urodzony 18 września 1895 roku. Był starszym bratem Zdzisława . 
W czasie I wojny światowej walczył w Legionach Polskich. Był oficerem 4 pułku piechoty. 1 lipca 1916 roku awansował do stopnia chorążego. 
3 maja 1922 roku został zweryfikowany w stopniu kapitana ze starszeństwem z dniem 1 czerwca 1919 roku i 637. lokatą w korpusie oficerów piechoty, a jego oddziałem macierzystym był 3 pułk piechoty Legionów. Był przydzielony do 2 Dywizji Piechoty Legionów w Kielcach na stanowisko oficera sztabu dowódcy piechoty dywizyjnej. W październiku 1924 roku został przeniesiony do 4 pułku piechoty Legionów w Kielcach. W 1928 roku dowodził I batalionem 7 pułku piechoty Legionów w Chełmie. 2 kwietnia 1929 roku został mianowany majorem ze starszeństwem z dniem 1 stycznia 1929 roku i 4. lokatą w korpusie oficerów piechoty. W marcu 1932 roku został przeniesiony do Dowództwa Okręgu Korpusu Nr II w Lublinie na stanowisko kierownika referatu personalnego. W 1939 roku w dalszym ciągu pełnił służbę w DOK II na stanowisku kierownika Samodzielnego Referatu Personalnego.

## Ordery i odznaczenia
- Krzyż Niepodległości (6 czerwca 1931)[12]
- Krzyż Kawalerski Orderu Odrodzenia Polski (11 listopada 1936)[13]
- Krzyż Walecznych (czterokrotnie)[14]
- Złoty Krzyż Zasługi[15]
- Srebrny Krzyż Zasługi (10 listopada 1928)[16][17]
- Medal Pamiątkowy za Wojnę 1918–1921
- Medal Dziesięciolecia Odzyskanej Niepodległości
- Medal Zwycięstwa („Médaille Interalliée”)[14]